# أنيمال
«أنيمال» (بالإنجليزية: Animal)‏ هي أغنية من تسجيل فرقة الروك البريطانية ديف ليبارد في 1987 من ألبومها الرابع هستيريا. كانت «أنيمال» الأغنية الثانية من الألبوم التي أُصدرت كأغنية منفردة، وصارت أغنية الفرقة الأولى التي وصلت لأفضل 10 أغانٍ في موطنها، المملكة المتحدة بوصولها للمرتبة السادسة على لائحة الأغاني المنفردة في المملكة المتحدة.

## التسجيل
عادة ما تشير الفرقة لـ«أنيمال» كونها أصعب الأغاني تسجيلاً في هستيريا. بالرغم من كونها واحدة من أولى الأغاني المنشأة في 1984، لم تستطع الفرقة ولا المنتجون الذين جاؤوا وذهبوا (جيم ستاينمان، ونيجل غرين، ومات لانج) إنتاج الصوت المطلوب إلا بعد سنتين ونصف مرهقة لاحقاً. بسبب بداياتها الأولى، كانت الأغنية هي الوحيدة من هستيريا التي جربها ريك ألين بطقم طبول صوتية قبل تعرضه للحادث المروري الذي فقد فيه ذراعه، حيث قام ألين بتسجيل إيقاعات الطبول للأغنية على شريط بأربع أغانٍ أثناء الجلسات التسجيلية الأولى.
مع ذلك، حصدت الفرقة أتباع العمل عندما أُصدرت «أنيمال» كالأغنية المنفردة الرئيسية من الألبوم في يوليو 1987. في المملكة المتحدة، حيث كانت الفرقة مجهولة خلال فترة بايرومانيا، وصلت الأغنية للمرتبة السادسة على لائحة الأغاني المنفردة وأقحمت ديف ليبارد في عالم البوب السائد في أوروبا.
في الولايات المتحدة، لم تؤدِ الأغنية المنفردة «وومن» أداء جيداً على لوائح البوب، الأمر الذي لم يعطٍ الفرقة قوة دافعة كافية عندما أُصدرت «أنيمال» بعدها في أكتوبر 1987. رغم ذلك، نجحت الأغنية بوصولها للمرتبة 19 بأداء مشرف، بادئة مسيرة الفرقة بعشر أغانٍ منفردة متتالية بين أفضل 40 أغنية على لائحة بيلبورد، ولا تزال واحدة من أكثر أغاني الفرقة شهرة في حفلات ديف ليبارد الموسيقية حتى اليوم.
كتبت أغنية الوجه ب للأغنية المنفردة في المملكة المتحدة، «تير إت داون»، أثناء فترة تسجيل بعد إكمال ألبوم هستيريا، حيث وضعت الفرقة عدة أغانٍ كان من المخطط لها أن تكون أغانٍ للوجه ب للأغاني المنفردة من هستيريا. بالتالي، حصلت الأغنية نفسها على عرض هوائي على الإذاعات. الكلمات الموجودة في الأغنية، «مثل الصدأ الذي لا يرتاح، أنا لا أنام» (بالإنجليزية: "Like the restless rust, I never sleep")‏، هي إشارة لألبوم نيل يونغ، راست نيفر سليبس.
أعادت الفرقة تسجيل الوجه ب لاحقاً - «تير إت داون» - من أجل الألبوم أدرينالايز.

## قائمة الأغاني

### 7": بلادجين ريفولا / LEP1 (المملكة المتحدة)
في الغلاف الخلفي، توجد صورة للفرقة على طريق سكة حديدية. كان الصورة من تصوير لاوري لويس.
1. «أنيمال»
2. «تير إت داون»

### 7": ميركوري / بوليغرام / 888-832-7 (الولايات المتحدة)
1. «أنيمال»
2. «آي وانا بي يور هيرو»